# Francis H. Griswold

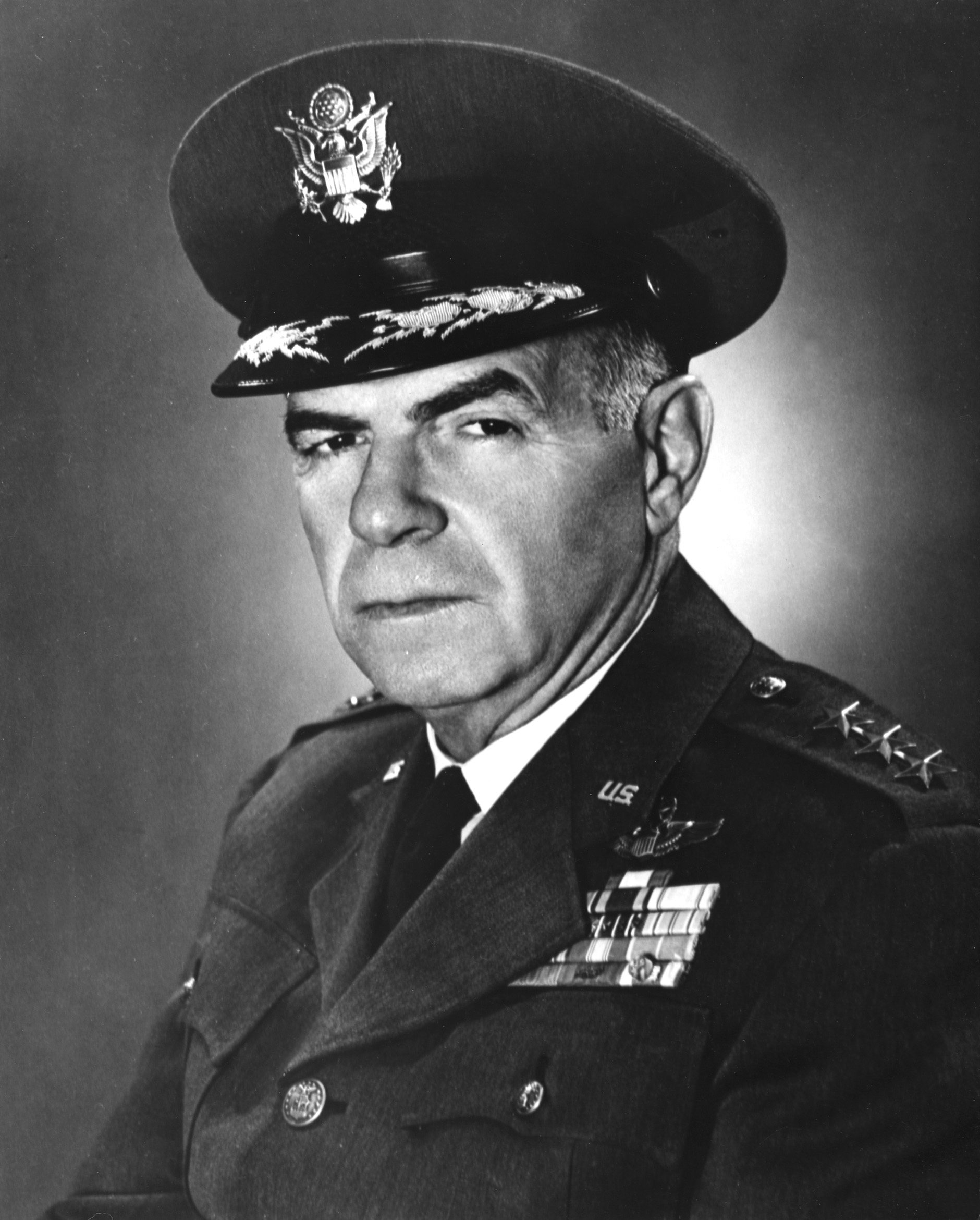
Francis H. Griswold

Francis Hopkinson Griswold (* 5. November 1904 in Erie, Pennsylvania; † 11. April 1989 in Laguna Hills, Kalifornien) war ein US-amerikanischer Generalleutnant.
Er trat 1928 in das United States Army Air Corps ein und war Kampfpilot im Zweiten Weltkrieg. 1944 wurde er Brigadegeneral und agierte als Stabschef des VIII Fighter Command in England. Ab 1945 war er Einsatzleiter der 8. Luftwaffe in Okinawa.
Danach war Griswold Generalleutnant der United States Air Force und von 1954 bis 1961 stellvertretender Kommandeur des Strategic Air Command. Von 1961 bis zu seiner Pensionierung 1964 war er Kommandeur des National War College in Washington. Mit seinem Tod hinterließ er zwei Töchter und sechs Enkelkinder.

## Medalien und Auszeichnungen
|  | USAF Command Pilot wings |

|  | Army Distinguished Service Medal (w/oak leaf cluster)                   |
|  | Legion of Merit (w/oak leaf cluster)                                    |
|  | Air Medal                                                               |
|  | American Defense Service Medal                                          |
|  | American Campaign Medal                                                 |
|  | European-African-Middle Eastern Campaign Medal with four campaign stars |
|  | Asiatic-Pacific Campaign Medal                                          |
|  | World War II Victory Medal                                              |
|  | National Defense Service Medal with service star                        |
|  | Chevalier of the Legion of Honour                                       |
|  | French Croix de guerre with Palm                                        |
|  | Knight Commander of the Order of the British Empire                     |
|  | Order of Polonia Restituta                                              |